# Antonio Nariño y Álvarez
Antonio Amador José de Nariño Bernardo del Casal (Santa Fé de Bogotá, Colombia 1765 – 1824 Villa de Leyva, Colombia) là một nhà chính trị và quân sự Colombia, một trong những nhà lãnh đạo trong quá trình của Colombia độc lập mà inicou năm 1780.

## Tiểu sử
Bị giải tán vì các hoạt động chính trị của mình, ông trở lại Colombia vào năm 1797. Viceroy Mendinueta y Muzquiz đề nghị ông đảm bảo cuộc sống, nhưng đưa ông vào tù trong khi yêu cầu ông soạn thảo một kế hoạch cải cách hành chính và chính trị. Ông ở tù năm năm cho đến khi được giải phóng vào năm 1802. Trong những năm của cái gọi là "đất nước dại dột" (1810-1816), ông đã kiên cường di chuyển để chiến đấu với Tổng thống Jorge Tadeo Lozano. Các nghị sĩ đã bổ nhiệm ông vào vị trí tổng thống lâm thời, mà ông nắm giữ từ năm 1811 đến 1813. Trong thời gian cầm quyền, ông tuyên bố chủ quyền của Cộng hòa Cundinamarca, được hiến trong hiến pháp năm 1812. Sự hồi phục của cuộc tái chiếm Tây Ban Nha, từ năm 1813. của Pasto (1814). Anh ta bị bắt vào tù ở Cadiz, Tây Ban Nha và chỉ được thả ra vào năm 1820. Anh ta trở về Mỹ và chiến đấu khi hành trình của Bolivar chấm dứt sự giải phóng lục địa.